# Ierse parlementsverkiezingen 1997
De Ierse parlementsverkiezingen in 1997 vonden plaats op 6 juni. Dit gebeurde nadat president Mary Robinson de Dáil Éireann had ontbonden op verzoek van premier John Bruton. Dit gebeurde omdat de maximale termijn van vijf jaar van de 27e Dáil bijna verlopen was. Voor die tijd moeten er nieuwe verkiezingen worden uitgeschreven.

## Achtergrond
De verkiezingsstrijd ging tussen twee mogelijke coalities. De bestaande regering werd gevormd door Fine Gael, de Labour-partij en Democratic Left. Zij vormden de zogeheten centrumlinkse regenboogcoalitie. De oppositie werd gevoerd door Fianna Fáil en de Progressieve Democraten. Zij werden beschouwd als een centrumrechtse coalitie.
De verkiezingen werden uiteindelijk gewonnen door de centrumrechtse coalitie. Met steun van 4 onafhankelijke leden behaalde zij een meerderheid in het parlement. Een nieuwe regering trad aan met Bertie Ahern als premier. De Fine Gael van zittend premier John Bruton had ook zetelwinst geboekt, maar de Labour-partij verloor een groot aantal van haar zetels, 15 van de 32.

## Uitslag
| Partij                | Stemmen | %    | ±%    | zetels | verschil |
| --------------------- | ------- | ---- | ----- | ------ | -------- |
| Fianna Fáil           | 703.700 | 39,3 | ▲ 0,2 | 77     | ▲ 9      |
| Fine Gael             | 499.900 | 27,9 | ▲ 3,4 | 54     | ▲ 9      |
| Irish Labour Party    | 186.000 | 10,4 | ▼ 8,9 | 16     | ▼ 17     |
| Democratic Left       | 44.900  | 2,5  | ▼ 0,3 | 4      | 0        |
| Progressive Democrats | 83.800  | 4,7  | 0,0   | 4      | ▼ 6      |
| De Groenen            | 49.300  | 2,8  | ▲ 1,4 | 2      | ▲ 1      |
| Sinn Féin             | 45.600  | 2,6  | ▲ 1,0 | 1      | ▲ 1      |
| Socialistische Partij | 12.400  | 0,7  | ▲ 0,7 | 1      | ▲ 1      |
| Christian Solidarity  | 8.400   | 0,5  | ▲ 0,5 | 0      | 0        |
| Workers' Party        | 7.808   | 0,4  | ▼ 0,2 | 0      | 0        |
| Overigen              | 23.892  | 1,3  | ▲ 1,0 | 0      | 0        |
| Onafhankelijken       | 123.100 | 6,9  | ▲ 1,1 | 6      | ▲ 2      |
| Totaal                |         | 100% |       | 166    |          |